# たかくら引越センター
たかくら引越センター（たかくらひっこしセンター、1982年4月27日 -）は、日本のお笑い芸人である。自身が経営する引っ越し業者も同名である。本名、高倉 弘樹（たかくらこうき）。旧芸名、たかくら伝説。
福岡県朝倉郡東峰村出身。吉本興業東京本社所属。

## 略歴
- 高校時代は武蔵台高校の生徒会長をしていた。
- 芸名の通り学生の頃から、引っ越しのアルバイトをしていたため、プロ顔負けの技術を持っている。自宅にあるものでグランドピアノ以外は、冷蔵庫やソファーなども一人で運ぶことができる。一時期、引っ越しのアルバイトを辞めようとしたが、店長に引きとめられた。
- 今までに、今田耕司や千原ジュニアなど様々な芸人の引っ越しを手伝ったことがあり、100人以上の芸能人の引っ越しを行っている。芸人とは思えぬ引っ越しの手際の良さから、『人生が変わる1分間の深イイ話』でサバンナ高橋が、『雑学王』でパンクブーブー黒瀬が、『芸人報道』でカラテカ入江が、彼の引越しの仕事ぶりを絶賛している等、先輩からの信頼が厚い。
- ただし、誰も彼のネタを見たことがない。
- 以前は「TOKYO無鉄砲」というトリオで活動。トリオ時代はたかくら伝説という芸名で活動していたが、放送作家・鈴木おさむの助言により改名した。
- 経営する引越し会社はプライバシー保護を強みとしており、客の6割が芸能関係者であるという[1]。またリサイクルショップや不動産屋にも進出している。

## 出演

### テレビ
- やりすぎコージー『やりすぎバイト王選手権』（2010年 テレビ東京）
- 熱中スタジアム『引っ越し』（2011年 NHKBS2）
- 人生が変わる1分間の深イイ話（2012年 日本テレビ）
- 東京らふストーリー（2018年 テレビ朝日）

### ラジオ
- 山崎怜奈の誰かに話したかったこと。（2021年4月27日 TOKYO FM）